# 윤혜경
윤혜경(1979년 9월 11일 ~ )은 대한민국의 배우이다.

## 학력
- 예문여자고등학교
- 중부대학교 신문방송학과

## 출연 작품

### 드라마
- 2001년 SBS 일일시트콤 《웬만해선 그들을 막을 수 없다》 ... 김혜경 역
- 2002년 SBS 일일드라마 《오남매》 ... 한진희 역
- 2002년 KBS2 단막극 《드라마시티 - 잘가요 내사랑》 ... 수진 역
- 2003년 SBS 아침연속극 《당신 곁으로》 ... 원희 역
- 2003년 KBS2 단막극 《드라마시티 - 디스코의 여왕》 ... 소영 역
- 2004년 MBC 아침드라마 《열정》 ... 석정희 역
- 2005년 SBS 월화드라마 《세잎클로버》 ... 송마리 역
- 2005년 SBS 금요드라마 《꽃보다 여자》
- 2005년 KBS2 수목드라마 《황금사과》 ... 성희 역
- 2006년 KBS2 수목드라마 《미스터 굿바이》
- 2006년 SBS 아침드라마 《맨발의 사랑》 ... 강연정 역
- 2006년 KBS1 대하드라마 《서울 1945》... 최은희 역
- 2007년 SBS 월화드라마 《사랑하는 사람아》 ... 여춘자 역
- 2007년 KBS2 수목드라마 《마왕》 ... 최나희 역
- 2007년 KBS1 농촌드라마 《산 너머 남촌에는》 ... 한미정 역
- 2007년 KBS 드라마시티 《그녀들의 동행》 ... 정희 역
- 2007년 KBS 드라마시티 《변두리 맨몸 멜로》 ... 연옥 역
- 2008년 MBC 아침드라마 《하얀 거짓말》 ... 서보영 역
- 2011년 HDTV 문학관 《사랑방 손님과 어머니》 ... 혜림 역
- 2012년 SBS 특별기획 《다섯 손가락》 ... 김은우 역
- 2014년 MBC 아침드라마 《모두 다 김치》 ... 유지은 역
- 2014년 OCN 일요드라마 《닥터 프로스트》 ... 강수진 역 (특별출연)
- 2018년 MBC 일일연속극 《전생에 웬수들》 ... 김영심 역
- 2018년 KBS2 월화드라마 《최고의 이혼》 ... 조석영 역

### 텔레비전 프로그램
- 2013년 SBS 《짝 - 여자연예인 특집》 여자 4호

### 광고
- 2002년 hy (김보경과 함께 출연)

## 수상
- 1999년 미스코리아 부산 선
- 2003년 KBS 연기대상 단막부문특별상